# Lesley Manville
Pour les articles homonymes, voir Manville.
Lesley Manville, née le 12 mars 1956 à Brighton, en Angleterre, est une actrice britannique. 
D'abord connue à la télévision britannique, elle acquiert une renommée internationale après une fidèle et solide collaboration avec le réalisateur Mike Leigh pour lequel elle tourne High Hopes, Secrets et Mensonges, Topsy-Turvy, All or Nothing, Vera Drake, Another Year et Mr. Turner. Parmi eux, Another Year lui permet d'obtenir une première nomination à la BAFTA, en 2010. Elle est aussi connue pour le duo qu'elle forme à l'écran avec son amie, Imelda Staunton.
La comédienne apparaît ensuite dans les deux films Maléfique des studios Disney, où elle interprète le rôle de la fée Florette. En 2017, elle décroche sa première nomination à l'Oscar de la meilleure actrice dans un second rôle pour le drame Phantom Threads de Paul Thomas Anderson. Très active au cinéma comme à la télévision, on la retrouve sur grand écran dans Ordinary Love, L'un des nôtres et Une robe pour Mrs. Harris.
Mais c'est surtout à travers des séries télévisées que la comédienne s'impose, à commencer par la chronique douce-amère Mum puis Harlots, Sherwood, Magpie Murders et surtout son rôle de la princesse Margaret du Royaume-Uni dans les saisons 5 et 6 de la série The Crown.
Devenue une valeur sûre en tant que premier ou second rôle, on la retrouve consécutivement dans les séries Citadel, Moonflower Murders, Grotesquerie, Disclaimer en parallèle des films Back to Black, et Queer.

## Biographie
Née à Brighton, Lesley Manville est élevée à Hove (East Sussex), en tant que cadette de la famille. Son père était chauffeur de taxi. Sa formation en tant que chanteuse soprano commence à l'âge de huit ans et c'est à quinze ans qu'elle obtient une place à l'École Italia Conti Stage.

## Carrière
Après avoir refusé l'invitation de l'enseignante Arlene Phillips à rejoindre sa nouvelle troupe de danse Hot Gossip, elle apprend l'improvisation grâce à la professeure de l'Italia Conti, Julia Carey. Elle fait ses débuts professionnels sur scène en 1972 et dirigée par John Schlesinger dans la comédie musicale I and Albert dans le West End de Londres. Elle paie son premier appartement en participant au feuilleton de la chaîne ITV Emmerdale de 1974 à 1976 durant 80 épisodes.
Lesley Manville se construit une carrière d'actrice de théâtre distinctive, apparaissant dans de nouvelles pièces au Warehouse and Royal Court Theatre de la Royal Shakespeare Company (RSC) à partir de 1978. Elle rencontre Mike Leigh en 1979, alors qu'il cherche des acteurs de la compagnie capables d'improviser. Dans les années 1980, son travail pour la Cour royale comprend Rita, Sue et Bob Too d'Andrea Dunbar,Top Girls (1982) et Serious Money (1987) de Caryl Churchill. Elle joue également dans la production Top Girls Off-Broadway en 1983. Pour la RSC, elle a joué dans Comme il vous plaira (1985) et Les Liaisons Dangereuses (1985–86).
Elle fait ses débuts au cinéma en 1985 Dance with a Stranger réalisé par Mike Newell et on l'aperçoit ensuite dans Sammy et Rosie s'envoient en l'air réalisé par Stephen Frears en 1987. La même année, elle est au générique du film Soleil grec mis en scène par Clare Peploe. De retour sur scène en 1989, elle joue dans The Cherry Orchard, mis en scène par Sam Mendes au Aldwych Theatre puis dans Three Sisters at the Royal Court en 1990.
En 1994, Lesley Manville joue dans la première sitcom de la BBC, Ain't Misbehavin. 
Ses prestations dans la mini-série Other People's Children en 2000 et dans le téléfilm de 2002 Bodily Harm lui valent des nominations en tant que meilleure actrice féminine aux Royal Television Society Programme Awards. Ses nombreux crédits télévisés incluent par la suite des rôles de premier plan dans les drames Holding On (1997), Real Women (1998–99), The Cazalets (2001), North & South (2004) et Cranford (2007). En 2006, elle participe également à l'épisode Cartes sur table, adapté à la télévision pour la série centrée sur les intrigues policières d'Hercule Poirot, le célèbre détective belge créé par Agatha Christie.
Á partir de 2005, l'actrice joue dans plusieurs productions du Royal National Theatre, dont His Dark Materials (2005), L'Alchimiste (2006) et Her Naked Skin (2008). Mais elle est aussi présente au théâtre The Old Vic dans des productions telles que Tout sur ma mère en 2007 ou Six Degrés de Séparation en 2010. En parallèle, elle interprète Margaret Thatcher en 2009 dans le drame The Queen pour la chaîne Channel 4.
Au cinéma, elle continue de collaborer régulièrement avec Mike Leigh qui lui confie des rôles dans High Hopes en 1988, Secrets et Mensonges (Palme d'or au festival de Cannes en 1996), Topsy-Turvy en 1999 et surtout All or Nothing en 2002 où elle partage l'affiche avec Timothy Spall. Pour son rôle, elle remporte le London Film Critics Circle de l'actrice britannique et qu'elle gagnera une fois encore en 2010 pour Another Year en plus d'une nomination aux BAFTA dans la catégorie Meilleure actrice dans un second rôle. Suivront Vera Drake (Lion d'or en 2004 à la Mostra de Venise) et Mr. Turner en 2014.
Comédienne très respectée, Lesley Manville a décroché de nombreux prix d'interprétation parmi lesquels le National Board of Review Award de la meilleure actrice et celui de la meilleure actrice dans un second rôle de la part de la San Diego Film Critics Society. D'importantes nominations s'y ajoutent, comme celle du British Independent Film Award de la meilleure actrice dans un second rôle, le European Film Award de la meilleure actrice ainsi que le Chicago Film Critics Award de la meilleure actrice.
En 2011, l'actrice retrouve Mike Leigh sur scène pour la pièce Grief au National Theatre, ce qui lui a vaut une nomination en tant que meilleure actrice aux Laurence Olivier Awards. Pour son rôle d'Helene Alving dans la reprise en 2013 de la pièce d'Ibsen Les Revenants, elle remporte le Prix Laurence Olivier 2014 de la meilleure actrice et le Critics' Circle Theatre Award de la meilleure actrice.
Au cinéma, on peut la voir dans Roméo et Juliette en 2013 puis dans la superproduction Maléfique en 2014, dans le rôle de la fée Florette, rôle qu'elle reprendra en 2019 dans Maléfique : Le Pouvoir du Mal, toujours aux côtés d'Angelina Jolie.
En 2015, sur petit écran, elle est la partenaire de l'actrice britannique Nicola Walker et de l'acteur suédois Stellan Skarsgård dans le drame de la BBC River, qui lui vaut en 2016 une nomination aux BAFTA (British Academy Television Awards de la meilleure actrice dans un second rôle.
Toujours en 2016, elle est l'héroïne de la sitcom Mum pour la BBC. Elle y interprète, aux côtés de Peter Mullan, une femme récemment veuve qui tente de rester positive malgré la médiocrité et l'égoïsme de son entourage. La série, émouvante mais avec de nombreuses scènes très drôles, comptera en tout trois saisons et sera acclamée à travers de nombreuses nominations et distinctions, dont le BAFTA 2017 de la meilleure comédie.
2017 marque un tournant dans la carrière de Lesley Manville lorsqu'elle interprète, dans le film d'époque Phantom Thread, le rôle de Cyril Woodcock, sœur du couturier Reynolds Woodcock, joué par Daniel Day-Lewis. Pour ce rôle, elle est nommée à l'Oscar et au BAFTA de la meilleure actrice dans un second rôle.
Les succès, notamment critiques, de Mum pour la télévision et de Phantom Thread pour le cinéma vont donner un nouveau coup d'accélérateur à l'actrice qui ne quitte plus les écrans.
En 2019, Lesley Manville partage l'affiche avec Liam Neeson pour le drame L'Amour Tout Simplement (Ordinary Love) puis joue en 2020 la matriarche méchante et intimidante d'une famille "hors réseau" dans le drame L'un des nôtres face à Diane Lane et Kevin Costner tout en partageant l'affiche de Miss Révolution qu'elle partage avec Keira Knightley, Gugu Mbatha-Raw, Keeley Hawes et Rhys Ifans. En 2022, elle est l'héroïne du film Une robe pour Mrs. Harris aux côtés d'Isabelle Huppert et de Lambert Wilson, et adapté du roman de Paul Gallico, Mrs. Harris Goes to Paris. Pour sa performance, elle reçoit une nomination au Golden Globe Award de la meilleure actrice dans une comédie ou comédie musicale. 
Á la télévision, on la retrouve au casting de nombreuses productions. Citons entre autres la saga en costumes Harlots durant trois saisons (2017-2019) avec également Samantha Morton, l'enquête Magpie Murders, aux côtés de Daniel Mays, la série policière Sherwood mais surtout les saisons 5 et 6 de la saga-phénomène The Crown où elle interprète le rôle de la princesse Margaret du Royaume-Uni, précédemment jouée dans les époques précédentes par Vanessa Kirby puis Helena Bonham Carter.
Depuis, toujours très présente à la télévision, Lesley Manville s'est illustrée dans les séries Citadel, en 2022, où elle tient le rôle de la super méchante Dahlia Archer et en 2024 dans pas moins de trois mini-séries :
Moonflower Murders (suite de Magpie Murders), Grotesquerie de Ryan Murphy et enfin Disclaimer avec Cate Blanchett et Kevin Kline.
Au cinéma, on l'a vue en 2024 dans le drame The Critic avec Ian McKellen, Gemma Arterton et Mark Strong, le biopic Back to Black de Sam Taylor-Johnson où elle interprète la mère d'Amy Winehouse et dans Queer de Luca Guadagnino avec Daniel Craig.
Lesley Manville été nommée Commandeur de l'Ordre de l'Empire britannique (CBE) lors des honneurs du Nouvel An 2021 pour ses services rendus au théâtre et sa philanthropie. et less actions de charité auxquelles l'actrice prend régulièrement part.

## Vie privée
Lesley Manville a été mariée à Gary Oldman de 1988 à 1990, avec lequel elle a eu un fils, Alfie, né en 1988. Elle fut par la suite l'épouse de Joe Dixon de 2000 à 2004.

## Filmographie

### Cinéma
- 1985 : Dance with a Stranger de Mike Newell : Maryanne
- 1987 : Sammy et Rosie s'envoient en l'air (Sammy and Rosie Get Laid) de Stephen Frears : Margy
- 1987 : Soleil grec (High Season) de Clare Peploe : Carol
- 1988 : High Hopes de Mike Leigh : Laetitia Boothe-Brain
- 1996 : Dual Balls de Dan Zeff (court-métrage): Joanna
- 1996 : Secrets et Mensonges (Secrets & Lies) de Mike Leigh : travailleur social
- 1999 : Toy Boys de Gaby Dellal (court-métrage) : Mrs. Allen
- 1999 : Topsy-Turvy de Mike Leigh : Lucy Gilbert
- 1999 : Milk de William Brookfield : Fiona
- 2002 : All or Nothing de Mike Leigh : Penny
- 2004 : Vera Drake de Mike Leigh : Mme Wells
- 2005 : The Great Ecstasy of Robert Carmichael de Thomas Clay : Sarah Carmichael
- 2009 : Le Drôle de Noël de Scrooge (A Christmas Carol) de Robert Zemeckis : La femme de Fred
- 2010 : Another Year de Mike Leigh : Mary
- 2010 : Womb de Benedek Fliegauf : Judith
- 2012 : Spike Island de Mat Whitecross : Margaret
- 2012 : Ashes de Mat Whitecross : Cath
- 2013 : Je voyage seule (Viaggio sola) de Maria Sole Tognazzi : Kate Sherman
- 2013] : Roméo et Juliette de Carlo Carlei : nourrice de Juliette
- 2013 : The Christmas Candle de John Stephenson : Bea Haddington
- 2014 : Maléfique (Maleficent) de Robert Stromberg : Fée Florette de Moorland
- 2014 : Mr. Turner de Mike Leigh : Mary Somerville
- 2015 : Molly Moon and the Incredible Book of Hypnotism de Christopher N. Rowley : Miss Adderstone
- 2016 : Rupture de Steven Shainberg : Dr. Nyman
- 2017 :  Hampstead de Joel Hopkins : Fiona
- 2017 :  Phantom Thread de Paul Thomas Anderson : Cyril Woodcock
- 2019 : Ordinary Love : Joan
- 2019 : Maléfique : Le Pouvoir du Mal (Maleficent: Mistress of Evil) de Joachim Rønning : Fée Florette de Moorland
- 2020 : L'un des nôtres (Let Him Go) de Thomas Bezucha : Blanche Weboy
- 2020 : Miss Révolution (Misbehaviour) de Philippa Lowthorpe : Dolores Hope
- 2022 : Une robe pour Mrs. Harris de Anthony Fabian : Ada Harris - nomination aux Golden Globe Awards
- 2023 : The Critic d'Anand Tucker : Annabel Land
- 2024 : Back to Black de Sam Taylor-Johnson : Cynthia Winehouse
- 2025 : Queer de Luca Guadagnino : Dr. Cotter

### Télévision
- 1974 : Village Hall : Merle
- 1974 : Softly Softly:Task Force : Janet
- 1974-1976 : Emmerdale Farm (série télévisée) : Rosemary Kendall
- 1975 : Barlow at Large : Christine West
- 1976 : The Emigrants (série télévisée) : Janice
- 1977 : A Bunch of Fives (série télévisée) : Helen Wyatt
- 1977 : Leap in the Dark : Julie
- 1977 : King Cinder (série télévisée) : Nikki
- 1988 : The Firm (téléfilm) : Sue
- 1991 : Soldier Soldier (série télévisée) : Rachel Elliot / Fortune (1992)
- 1992 : Bad Girl (téléfilm)
- 1993 : When the Lies Run Out (téléfilm)
- 1993 : The Mushroom Picker (feuilleton TV) : Margot
- 1993 : Goggle Eyes (feuilleton TV) : Rosalind Killin
- 1994 : Little Napoleons (feuilleton TV) : Judith Silver
- 1994 : Ain't Misbehavin' (série télévisée) : Melissa Quigley (1994) (series 1)
- 1995 : Tears Before Bedtime (série télévisée) : Beattie Freeman
- 1996 : Le Piège Birman ("The Bite") (feuilleton TV) : Ellie Shannon
- 1997 : Holding On (feuilleton TV) : Hilary
- 1997 : Painted Lady (feuilleton TV) : Susie Peel
- 1998 : Real Women (téléfilm) : Karen
- 1999 : Real Women II (téléfilm) : Karen Turner
- 2000 : Other People's Children (série télévisée) : Nadine
- 2000 : David Copperfield (téléfilm) : Mrs. Micawber
- 2001 : The Cazalets (série télévisée) : Villy Cazalet
- 2002 : Bodily Harm (feuilleton TV) : Mandy
- 2002 : Plain Jane (téléfilm) : Dora Bruce
- 2003 : Promoted to Glory (téléfilm) : Capt. Annie Sullivan
- 2004 : North & South (téléfilm) : Maria Hale
- 2005 : Hercule Poirot (série TV, épisode Cartes sur table) : Mrs Lorrimer
- 2006 : Perfect Parents (série télévisée) : Sister Antonia
- 2007 : Cranford (série télévisée)
- 2009 : The Queen (série télévisée) : Margaret Thatcher
- 2011 : Inspecteur Barnaby ; Phoebe Archbold (1 épisode) (téléfilm)
- 2014 : Fleming : L'Homme qui voulait être James Bond (Fleming: The Man Who Would Be Bond) (série télévisée) : Evelyn Fleming
- 2015 : River (série télévisée) : DCI Chrissie Read (6 épisodes)
- 2016-2019 : Mum (série télévisée) : Cathy Bradshaw  (18 épisodes)
- 2017 : A Very British Brothel : Narratrice
- 2017-2019 : Harlots : Lydia Quigle
- 2019 : World on Fire : Robina Chase (mini-série)
- 2020 : Love Life (série télévisée) : La narratrice (voix)
- 2020 : Talking Heads : Susan
- 2020 : Save Me Too : Jennifer Charles
- 2021 : I Am Maria : Maria
- 2021 : Sherwood (en) : Julie Jackson
- 2022 : Magpie Murders (série télévisée) : Susan Ryeland
- 2022 : Dangerous Liaisons : Genevieve de Merteuil
- 2022-2023 : The Crown (série télévisée) : Margaret du Royaume-Uni

- 2023 : Citadel : Dahlia Archer
- 2024 : Moonflower Murders : Susan Ryeland
- 2024 : Grotesquerie : Infirmière Redd
- 2024 : Disclaimer : Nancy Brigstocke

## Distinction

### Récompenses
- Laurence Olivier Awards 2014 : Meilleure actrice pour Les Revenants
- London Film Critics Circle 2018 : Meilleure actrice dans un second rôle pour Phantom Thread

### Nominations
- British Academy Film Awards 2011  : Meilleure actrice dans un second rôle pour Another Year
- Chicago Film Critics Association Award 2018 : Meilleure actrice dans un second rôle pour Phantom Thread
- Oscars 2018 : Meilleure actrice dans un second rôle pour Phantom Thread
- National Society of Film Critics 2018 : Meilleure actrice dans un second rôle pour Phantom Thread
- San Francisco Film Critics Circle 2018 : Meilleure actrice dans un second rôle pour Phantom Thread
- Golden Globes 2023 : Meilleure actrice dans un film musical ou comédie pour Une robe pour Mrs Harris